# Port del Port de la Selva
El port del Port de la Selva és un port esportiu i pesquer de la Generalitat de Catalunya que està ubicat al municipi del Port de la Selva (Alt Empordà), dins la badia del Port de la Selva, entre la punta de la Lloia i la platja de la Ribera. Entre les seves instal·lacions hi ha les platges de Port de Reig i de l'Escar.
El port està dividit en la dàrsena pesquera, gestionada per la Confraria de Pescadors (amb llotja, 15 casetes de pescadors i 14 vaixells) i la dàrsena esportiva, amb el Club Nàutic (amb 870 amarradors).

## Història

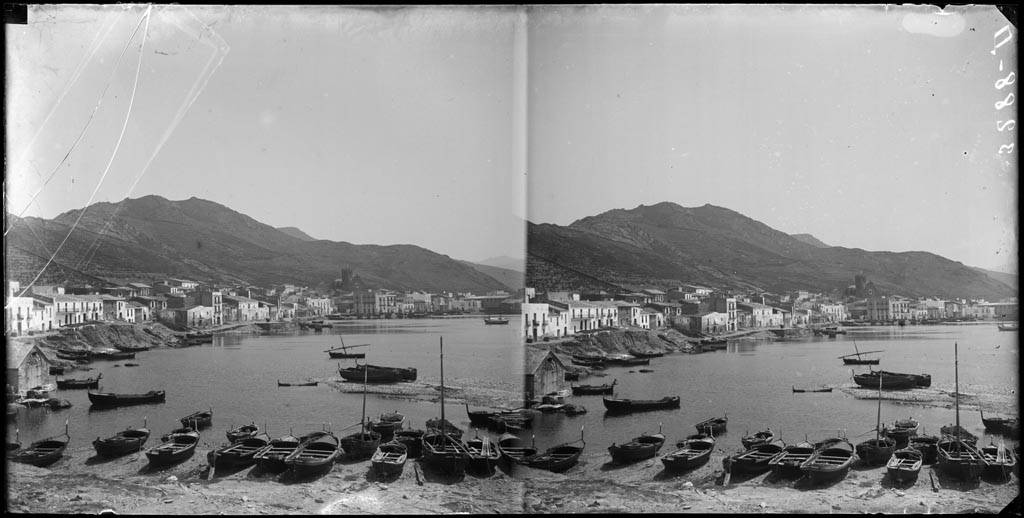
El port el 1888

El port és esmentat ja l'any 974, amb el nom 'Armi Rodas', en una donació de Gausfred d'Empúries-Rosselló al monestir de Sant Pere de Rodes, quan Santa Creu de Rodes era el poble més important de la contrada. En una donació al monestir de 1116, es parla de 'Portum Crucis'. Al segle XIV, Santa Creu de Rodes va caure en decadència, donant la primacia a la vila de la Selva de Mar. A principis de segle XVIII els pescadors d'aquesta vila van construir les primeres cases per a guardar el peix i els estris de pesca, fins a constituir el primer nucli de població del Port, que anà creixent fins que el 1878 el Port de la Selva aconseguí la independència municipal de la Selva de Mar.

## Descripció

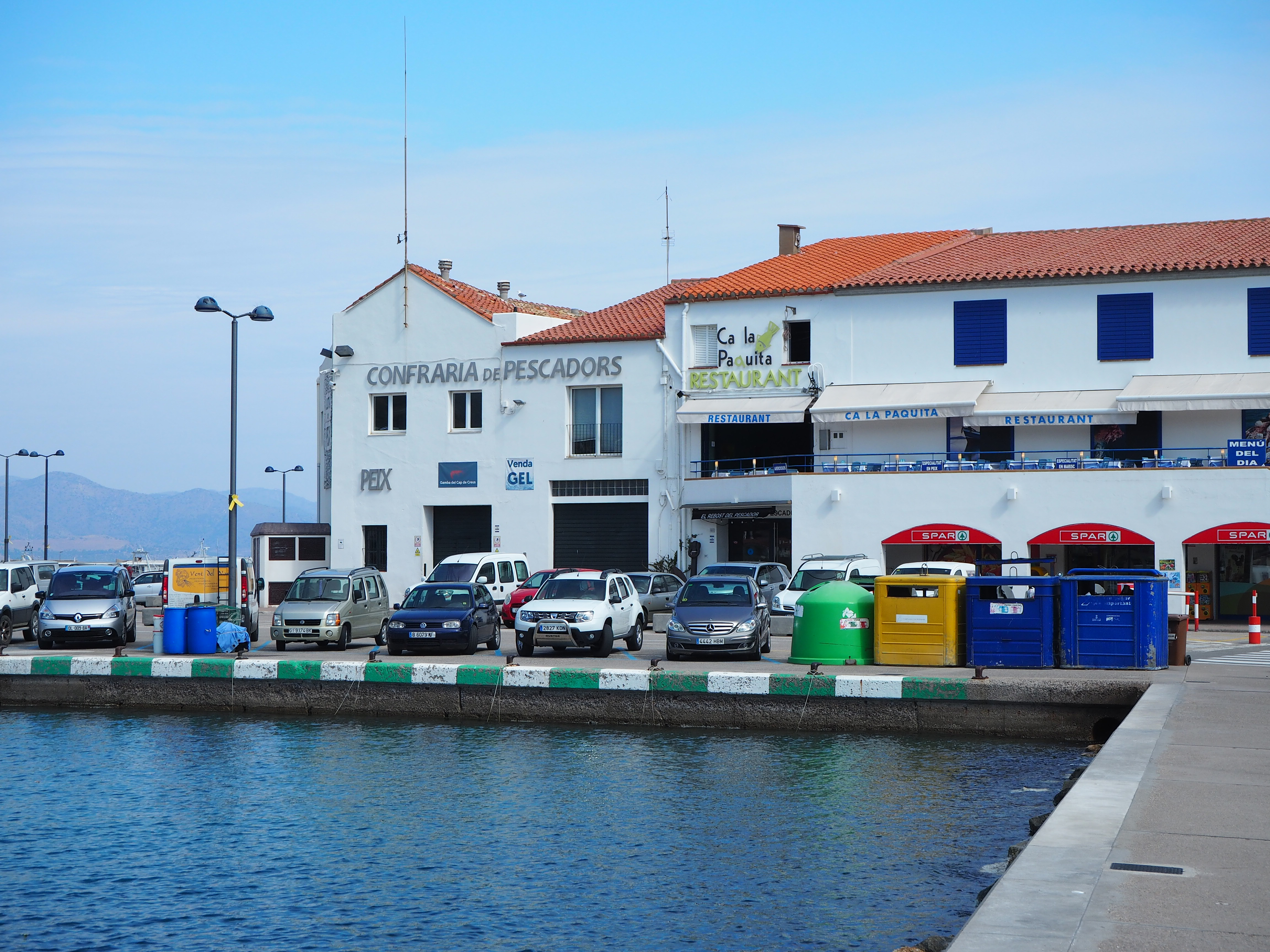
La Confraria de Pescadors

### Dàrsena pesquera
La dàrsena pesquera es distribueix entre el Moll d'en Balleu (88 metres lineals), el Tester (86 ml), el Moll de la Timba (87 ml), la Passarel·la A (84 ml), el Moll sud contradic (48 ml) i el Moll adossat al dic (204 ml). La flota pesquera està composta de 2 embarcacions d'arrossegament, 1 embarcació de palangre i 7 embarcacions d'arts menors. La subhasta té lloc a la llotja, cada dia, de dilluns a divendres, a les 18 h.
La Confraria de Pescadors del Port de la Selva es va constituir al gener de 1920 sota el nom Societat Pòsit de Pescadors del Port de la Selva. Anteriorment però, ja existia el Gremi de mariners i treballadors del mar i l'edifici de propietat que tenien davant de mar va passar a ser el Pòsit de Pescadors.

### Dàrsena esportiva
La dàrsena esportiva es distribueix entre el Moll adossat al dic de sorres (58 ml), la Passarel·la Moll Balleu (50 ml), la Passarel·la servei (332 ml), el Moll adossat al contradic exterior (56 ml) i el Moll adossat al contradic interior (58 ml). el nombre d'amarradors és de 870, amb eslores de 6 a 15 m.
El Club Nàutic Port de la Selva disposa de 308 amarradors, bar restaurant, edifici social, escola de vela, escola de natació, ofereix activitats d'esport i salut, submarinisme i casal esportiu d'estiu.